# Argio Sabadin
Argio Sabadin, slovenski psiholog, predavatelj, izredni profesor za psihologijo dela na Filozofski fakulteti Univerze v Ljubljani, predstojnik Oddelka za psihologijo, prodekan Filozofske fakultete, *22. 9.  1949, Koper.

## Biografija
Študiral je psihologijo na Filozofski fakulteti v Ljubljani, kjer je diplomiral leta 1973, magistriral 1978. Deset let kasneje je doktoriral (1988) s tezo Kvantitativni vidik analize strukture dela. Po diplomi se je zaposlil kot stažist raziskovalec na Inštitutu za medicino dela, prometa in športa v Univerzitetnem kliničnem centru v Ljubljani. 
Leta 1975 se je zaposlil na Oddelku za psihologijo Filozofske fakultete v Ljubljani kot asistent za predmet Psihologija dela. V naziv docenta je bil izvoljen leta 1989. Naziv izrednega profesorja za področje psihologije dela in organizacije je prvič dobil leta 1994, ter ponovno v letih 2000 in 2005. V obdobju med 1989 in 1990 je bil prodekan Filozofske fakultete. V letih 2004–2007 je bil najprej namestnik predstojnika in kasneje predstojnik Oddelka za psihologijo. 
Več let je bil predsednik komisije za sprejem študentov v Študentske domove Univerze v Ljubljani, namestnik predsednika komisije za priznavanje in vrednotenje izobraževanja na Univerzi v Ljubljani in namestnik predsednice komisije za priznavanje in vrednotenje izobraževanja na Filozofski fakulteti. Leta 1994 je dobil priznanje FF in leta 2007 veliko priznanje Filozofske fakultete.
Opravljal je tudi funkcijo podpredsednika Društva psihologov Slovenije, podpredsednika strokovnega sveta društva ter predsednika Sekcije za psihologijo dela.
Strokovne naloge je opravljal kot član Invalidske komisije I. stopnje na Območni delovni enoti Zavoda za pokojninsko in invalidsko zavarovanje v Ljubljani. Kot član senata je sodeloval pri ocenjevanju delovne zmožnosti zavarovancev. Bil je član Strokovne komisije za povečano zavarovalno dobo pri Zavodu za pokojninsko in invalidsko zavarovanje Slovenije. V letih 1994–1999 je bil član programskega sveta projekta Računalniško opismenjevanje pri Ministrstvu za šolstvo in šport. Od leta 2007 je član strokovnega sveta projekta Zlata nit, medijskega projekta časopisa Dnevnik, čigar cilj je izbor najboljših zaposlovalcev v Sloveniji. 

## Pedagoško delo
Na Filozofski fakulteti Univerze v Ljubljani se je najprej zaposlil kot asistent, nato docent in na koncu še izredni profesor za psihologijo dela.
Predmet Psihologija dela je predaval kot zunanji sodelavec na Višji tehniški varnostni šoli v Ljubljani in na Fakulteti za naravoslovje in tehnologijo na montanistiki, predmet Psihologija za inženirje pa na Visoki poslovno-tehniški šoli na Politehniki v Novi Gorici. Predaval je tudi v Švici, kjer je Oddelek za psihologijo izvajal študij psihologije po pogodbi o akademskem sodelovanju med CIT (Centro Interuniversitario Ticinese) v Luganu in Univerzo v Ljubljani. Kot predavatelj je sodeloval na podiplomskem študiju na Fakulteti za strojništvo Univerze v Mariboru in na podiplomskem študiju socialne medicine v organizaciji Medicinske fakultete v Ljubljani in Inštituta za varovanje zdravja RS.

## Raziskovalno delo
Raziskovalno dela na področju psihologije dela in organizacije, ergonomije, ekologije delovnega in bivalnega okolja in zdravja. Sodeloval je pri mednarodnem projektu GLOBE (The Global Leadership and Organizational Behavior Effectiveness Research Program), v katerega je vključenih 62 držav. Kot sodelavec projekta je prejel priznanje za aplikativno raziskovanje na področju dela za leto 2005, ki ga podeljuje Združenje za industrijsko in organizacijsko psihologijo ZDA. 

## Članstva v strokovnih združenjih
- Društvo psihologov Slovenije